# David Coulthard
David Coulthard (teljes nevén: David Marshall Coulthard; Twynholm, Kirkcudbrightshire, Skócia, Nagy-Britannia, 1971. március 27. –) skót autóversenyző. 1994 és 2008 között 247 Formula–1-es versenyen indult. Visszavonulásakor a mezőny korelnöke és egyik legrutinosabbja volt, nála csak Fernando Alonso, Rubens Barrichello, Riccardo Patrese és Michael Schumacher indult több Formula–1-es versenyen. A világbajnokságot sosem nyert versenyzők között ő szerezte a legtöbb világbajnoki pontot. 2008. november 2-án, a brazil nagydíjon fejezte be hosszú Formula–1-es karrierjét. Utolsó csapatánál, a Red Bull Racingnél továbbra is alkalmazásban marad, mint tanácsadó, továbbá a 2009-es évad első néhány versenyén tartalékversenyzőként működik közre.

## Pályafutása

### A Formula–1 előtt
Coulthard tizenkét éves korában érte el első jegyzett sikereit gokartozásban. 1983-ban, 1984-ben és 1985-ben sorozatban háromszor nyerte meg a skót junior bajnokságot. 1986-ban megnyerte a nyílt junior skót bajnokságot, a brit Super 1 junior bajnokságot és a nyílt felnőtt skót bajnokságot is.
1989-ben váltott autókra és tíz futamgyőzelemmel azonnal megnyerte a brit Forma-Ford 1600-as bajnokságot. Teljesítményéért elsőként kapta meg a Formula–1-es McLaren csapat és az Autosport magazin által alapított „Az év ifjú versenyzője” díjat, amelyet azóta is minden évben átadnak. Ugyanebben az évben kilenc futamgyőzelemmel megnyerte a P&O Forma-Ford 1600 junior bajnokságot is és harmadik lett a Brands Hatch-i Forma-Ford Fesztiválon.
1990-ben eltörte a lábát egy Spa-Francorchamps-i futamon, ám a Paul Stewart Racing színeiben ebben a csonka évében is negyedik lett a brit Vauxhall Lotus Challenege sorozatban (futamgyőzelem Silverstone-ban és Brands Hatchben) és ötödik a GM Lotus Euroseries sorozatban (futamgyőzelem Knutsdorpban).
1991-ben a Paul Stewart Racinggel együtt feljebb lépett a Formula–3-ba és második helyezett lett a brit bajnokságban öt futamgyőzelemmel. Megnyerte a Zandvoort-i Marlboro Masters futamot és a híres Makaói Világkupát is.
1992-ben – továbbra is a Paul Stewart Racinggel – a Forma-3000-ben folytatta pályafutását, ahol kilencedik lett. 1993-ban ugyanebben a sorozatban a harmadik helyen végzett. Elindult a Le Mans-i 24 órás versenyen is a Jaguar csapat színeiben és győzelmet aratott a GT osztályban, összetettben pedig 15. lett. Teljesítményére már a Formula–1-ből is felfigyeltek és a Williams csapat leszerződtette tesztpilótájának.

### A Formula–1-ben
Coulthard 15 évig tartó pályafutása során többször leendő vagy aktuális világbajnokokkal versenyzett egy csapatban. Mégis csak 7 évadban kerekedtek felül rajta csapaton belül. Ezt Hillnek kétszer, Häkkinennek 6 közös év alatt négyszer, Räikkönennek 3 közös év alatt kétszer sikerült.

#### Williams

##### 1994

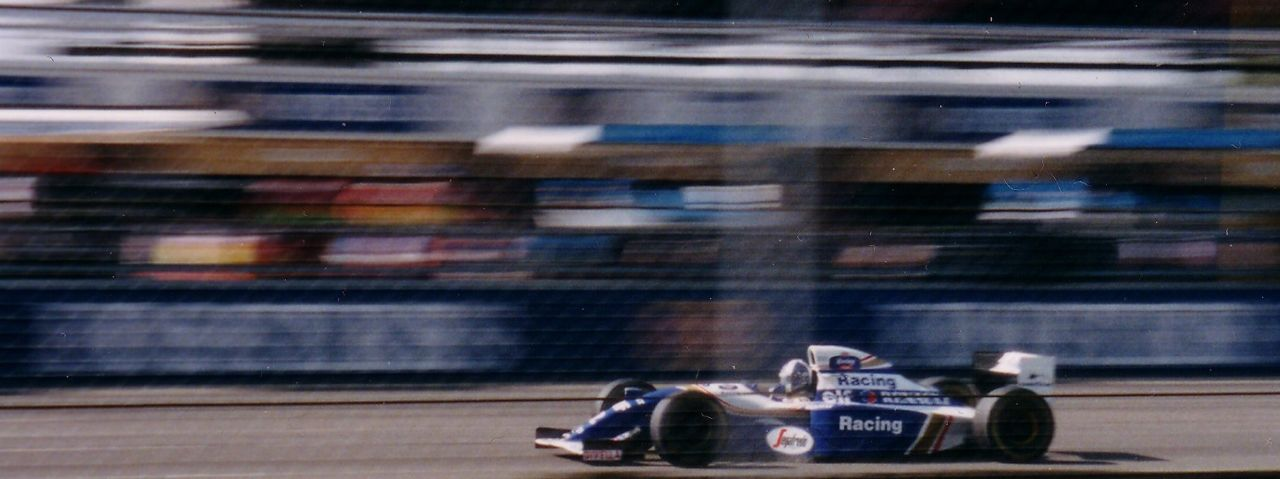
A brit nagydíjon

Az 1994-es szezonnak Coulthard mint a Williams-Renault tesztpilótája vágott neki, ám a csapat első számú versenyzőjének, Ayrton Sennának imolai halála után lehetőséget kapott a versenyzésre Damon Hill oldalán. Első versenyén, Barcelonában elektronikai hiba miatt kiesett, a másodikon, Montrealban azonban az ötödik hellyel már pontot szerzett.
1994-ben Coulthard összesen nyolc futamon indulhatott. Mivel a Williams motorszállítója, a Renault jobban szerette volna, ha egy ismertebb versenyző ül az autóban Hill mellett, így az 1992-es világbajnok, Nigel Mansell foglalta el a Williams második autóját négy futamon (Magny-Cours, Jerez, Suzuka, Adelaide). Coulthard legjobb eredménye a szezon során estorili második helye volt, a világbajnoki pontversenyben pedig 14 ponttal a nyolcadik helyen végzett.

##### 1995
1995-ben Coulthard egész éves versenyzési lehetőséget kapott a Williams csapattól. A skót pedig 16 futam alatt bebizonyította, hogy érdemes volt szerződtetni: ötször indulhatott pole-pozícióból, 10-szer állt a dobogóra, egyszer pedig győzött, a portugál nagydíjon, Estorilban. A világbajnoki pontverseny harmadik helyén zárt, csapattársa, Damon Hill mögött.

#### McLaren

##### 1996
1996-ban Coulthard csapatot váltott és aláírt a McLaren-Mercedeshez. Új csapattársa Mika Häkkinen lett, aki 1993 óta versenyzett a wokingi istállónál. Coulthard két alkalommal tudott dobogóra állni (Nürburgring: harmadik hely, Monaco: második hely). Az 1996-os évben és 18 ponttal hetedik lett a világbajnoki pontversenyben. Häkkinen 31 ponttal ötödik volt.

##### 1997
Az 1997-es szezon remekül kezdődött Coulthard számára: rögtön az első versenyt megnyerte Ausztráliában. Az év során még egyszer – Monzában – tudott diadalmaskodni, két alkalommal (Zeltweg, Jerez) pedig második volt. Utóbbi futamot megnyerhette volna, ám a McLaren csapatutasítására el kellett engednie csapattársát, Häkkinent, aki így learatta pályafutása első futamgyőzelmét. Coulthard így is sikeresebb évet zárt, mint a finn: 36 pontjával (és Michael Schumacher utólagos kizárásával a világbajnokság második helyéről) a harmadik helyen végzett a pontversenyben, míg Häkkinen 27 ponttal csak hatodik lett.
Ennek ellenére a finn versenyző vált a McLaren favoritjává a következő esztendőkben. 1997-ben a McLarenhez szerződött Adrian Newey, aki a korszak legsikeresebb tervezője volt, s aki nagyban hozzájárult a Williams 1992-től 1997-ig tartó aranykorához innovatív aerodinamikai megoldásaival. Newey mellett a Bridgestone is szerződött a McLarennel, míg a csapat legnagyobb riválisának számító Ferrari továbbra is Goodyear abroncsokat használt.

##### 1998

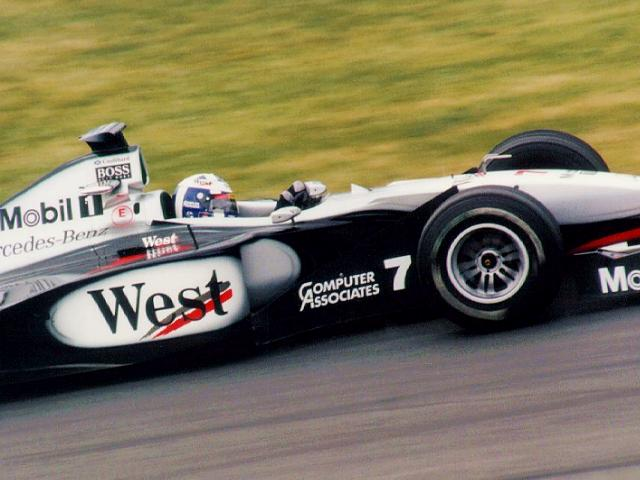
David Coulthard a McLarenben 1998-ban

A McLaren MP4/13 1998-ban a leggyorsabb autó volt a mezőnyben, ám ebből nem Coulthard, hanem Häkkinen tudta a legjobbat kihozni. Az első futamon, Melbourne-ben Coulthard sokáig vezetett – miután Häkkinennek elrontották a kerékcseréjét –, de néhány körrel a futam vége előtt csapatutasításra el kellett engednie a finnt. Sokak szerint ez ébresztette rá Coulthardot, hogy a csapatvezetés Häkkinent favorizálja vele szemben. Mindenesetre maga Coulthard évekkel később úgy nyilatkozott, hogy ha újra futnák azt a versenyt, nem engedné el Häkkinent.
Innentől kezdve Häkkinen szárnyalt, Coulthard pedig a kettes számú versenyző szerepébe kényszerült. Mindössze egy versenyt nyert (Imola), miközben csapattársa kereken 100 ponttal világbajnok lett. Coulthard 56 ponttal a harmadik helyen végzett, Michael Schumacher mögött. Szerzett három pole-pozíciót és összesen kilenc alkalommal végzett a dobogón (ebből egyszer az első, hatszor a második, kétszer a harmadik helyen).
Nagy botrányt robbantott ki a belga nagydíjon Michael Schumacherrel való ütközése, mikor a német 40 másodperces előnnyel vezetve beleszállt az előtte lévő Coulthardba, akit épp lekörözni készült. Schumachernek leszakadt a kereke, Coulthardnak a hátsó szárnya. Miután mindketten beértek a boxba, Schumacher a McLaren-boxhoz rohant, és majdnem nekiesett a skótnak. Schumacher azzal vádolta Coulthardot, hogy direkt lefékezett, és ütközött vele, hogy segítse a csapattárs, de már kiesett Mika Häkkinent, aki Schumacherrel volt harcban a világbajnoki címért. Távolról viszont úgy tűnt, hogy Schumacher rohant bele a McLarenbe, de valószínű, az igazságra soha nem derül fény.

##### 1999
1999 ismét Häkkinen éve volt. Coulthard ugyan aratott két futamgyőzelmet (Silverstone, Spa-Francorchamps), ám hét alkalommal kiesett (ebből hatszor műszaki hiba miatt) és ismét nem jelentett veszélyt csapattársára, aki 76 ponttal megszerezte második világbajnoki címét. Coulthard 48 ponttal negyedik lett.

##### 2000
A 2000-es szezon első felében hármas csata alakult ki a világbajnoki címért Schumacher, Häkkinen és Coulthard között azáltal, hogy Coulthard jobb formában kezdte az évet, mint csapattársa. Nyert Silverstoneban, Monacóban és Magny-Cours-ban és szerzett két pole-pozíciót (Nürburgring, Hockenheim). Az osztrák nagydíjtól kezdve azonban ismét Häkkinen javára fordult a kocka csapaton belül, így végül újra a finn és Schumacher párbajává változott a világbajnokság. Ezúttal azonban Schumacher nyert, Häkkinen második lett, míg Coulthard a harmadik helyen végzett 73 ponttal.
Az év krónikájához tartozik, hogy 2000 májusában Coulthard – akkori menyasszonyával, Heidi Wichlinskivel – lezuhant a franciaországi Lyon közelében magánrepülőgépével. A repülőt vezető két pilóta életét vesztette, ám Coulthard és menyasszonya a csodával határos módon apró zúzódásokkal megúszták a balesetet.

##### 2001
2001-ben Coulthard 1997 óta először le tudta győzni csapattársát, Häkkinent, ám ez részben köszönhető volt a finn autója megbízhatatlanságának, illetve hanyatló motivációjának is. Mint utóbb kiderült, 2001 volt Häkkinen utolsó Formula–1-es szezonja, Coulthard pedig hiába vált a McLaren „vezéregyéniségévé” ebben a szezonban, a Ferrari dominált, így Schumacher fölényesen (123 pont) nyert, míg Coulthardnak 65 ponttal és két futamgyőzelemmel (Interlagos, Zeltweg) a második hely jutott.

##### 2002
2002-ben, Häkkinen visszavonulása után a szintén finn Kimi Räikkönen lett Coulthard csapattársa a McLarennél, aki az előző évben debütált a Formula–1-ben a Sauber-Petronas csapatban. Coulthard első közös szezonjukban több mint kétszer annyi pontjával 51-24 pont arányban maga mögé tudta utasítani az ifjú Räikkönent a pontversenyben – és a csapat egyetlen futamgyőzelmét is a skót aratta le (Monaco).

##### 2003
Sokak szerint – és maga Coulthard is így vélekedett – a 2003-tól bevezetett egykörös időmérő edzés nem kedvezett a skót versenyzőnek. Ugyan az első futamon, Melbourneben még nyerni tudott, ám miután a következő versenyen, Malajziában Räikkönen megszerezte pályafutása első futamgyőzelmét, egyre inkább rá koncentrálódott a McLaren csapat figyelme. Räikkönen több versenyt ugyan nem nyert a szezon során, de rendkívül egyenletes teljesítménnyel mégis a második helyen végzett a pontversenyben – mindössze két ponttal elmaradva a világbajnok Schumachertől. Coulthard eközben 51 ponttal hetedik lett. A teljes képhez hozzátartozik, hogy a skót több alkalommal segítette csapattársát.
Ekkor már tudni lehetett, hogy 2004 Coulthard utolsó éve lesz a McLarennél, miután a csapat 2003 második felében bejelentette, hogy 2005-től Juan Pablo Montoyát szerződteti Räikkönen mellé.

##### 2004
Coulthard búcsúja a McLarentől nem sikerült emlékezetesre – igaz, a csapatnak összességében sem volt jó éve. A skót versenyző a világbajnokság tizedik helyén végzett, 24 ponttal. Csapattársa, Räikkönen is csak hetedik lett (45 pont), de ő legalább három alkalommal dobogós helyen végzett.
Coulthard és a McLaren 2004-es különválásával a Formula–1 történetének egyik leghosszabb versenyző-csapat kapcsolata ért véget.

#### Red Bull Racingnél

##### 2005
Coulthard 2005-től a Jaguart felvásárló Red Bull Racingnél folytatta pályafutását, ahol valósággal kivirult: a McLaren szigorúan kontrollált kommunikációja után a Red Bullnál a skót sokkal nyíltabb, őszintébb lett.
2005-ben két ifjú csapattárs, az osztrák Christian Klien és az olasz Vitantonio Liuzzi váltotta egymást a Red Bull második számú autójában versenyről versenyre, ám Coulthard helye biztos volt. A skót versenyző a bizalmat a világbajnokság 12. helyével és 24 ponttal hálálta meg – legjobb helyezése két negyedik hely volt (Melbourne, Nürburgring).

##### 2006

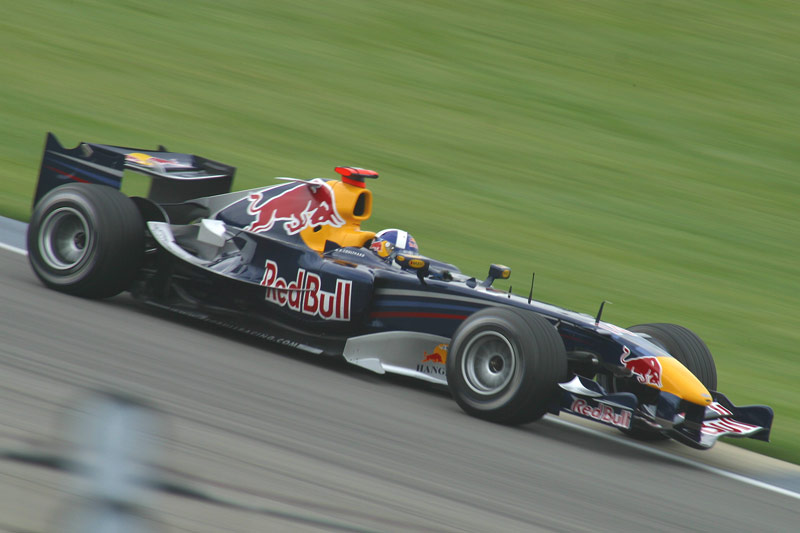
David Coulthard a 2006-os amerikai nagydíjon

A csapat elégedett volt Coulthard teljesítményével és 2006-ra is meghosszabbították szerződését, amikor is már végig Klien volt a csapattársa. Megszerezte a csapat első dobogós helyezését a legendásan nehéz monacói nagydíjon. A szezon végén Adrian Newey is csatlakozott a csapathoz, s ez pozitív jövőt sejtet az istálló számára – Coulthard ki is fejezte azon kívánságát, hogy a következő évben is maradhasson a Red Bullnál.

##### 2007
A 2007-es szezon nem a legjobban indult a skót versenyző számára, ugyanis az első 3 futamon (Ausztrália, Malajzia, Bahrein) is kiállni kényszerült. Ám ezután, hatalmas meglepetésre, 5. lett Spanyolországban a gyengécske Red Bullal. Ezután a verseny után pár csapat nyomására az FIA elkezdett vizsgálódni a Red Bull autóival kapcsolatban, ugyanis többek szerint Coulthard azért tudott ilyen jó eredményt elérni, mert az autójának hátsó szárnya nagy sebességnél elhajlik, ezáltal nagyobb sebességet biztosítva a versenyzőnek. Ám hiába a feljelentés, a csapat autóin nem találtak semmi szabályellenest, így a büntetés is elmaradt. A következő futamon, Monacóban, ahol az előző évben 3. lett, ezúttal csak a csalódást keltő 14. hely jutott neki.

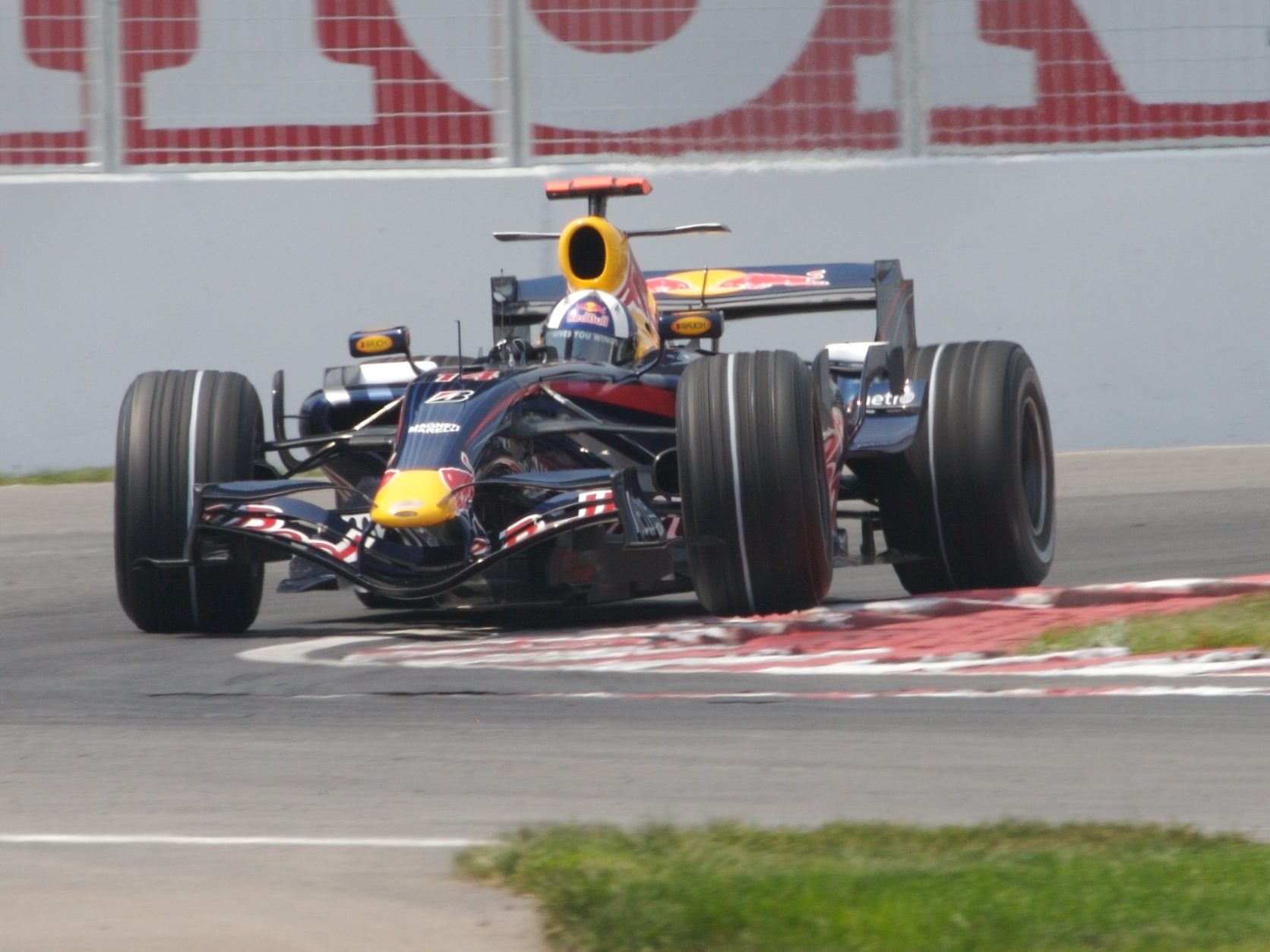
A 2007-es kanadai nagydíjon

Ezzel egy hosszabb szünet következett, ugyanis a monacóival együtt 5 versenyen képtelen volt pontot szerezni. A kaotikus európai nagydíjon ismét pontot szerzett, 5. lett. Ezután újabb 4 futamon maradt pont nélkül, majd következhetett a versenynaptárba 30 év után visszakerülő fujin rendezett japán nagydíj. A versenyen elképesztően rossz körülmények uralkodtak (sűrű köd, szakadó eső), ám őt ezek, és a többször a pályára hajtó biztonsági autó sem zavarta meg. A versenyen Coulthard végig nagyon szépen haladt, és sokáig esélye is volt, hogy beállítsa az istálló legjobb eredményét, vagyis 3. legyen, ám kevéssel a vége előtt, a későbbi világbajnok Kimi Räikkönen körbeautózta őt, így meg kellett elégednie a 4. hellyel, ám így is ez volt az évben a legjobb eredménye. Kínában ismét pontot szerzett, 8. lett, majd az évadzáró brazil nagydíjon épp, hogy csak lecsúszott az 1 pontot érő 8. helyről. A szezont így 14 szerzett pontjával az összetett 10. helyén zárta, megelőzve csapattársát, Mark Webbert.

##### 2008
2008-ban továbbra is a Red Bull versenyzője. Az idénynyitón összeütközött Felipe Massával, és kiesett. A maláj nagydíj szabadedzésén szerencsés kimenetelű balesetet szenvedett az autó felfüggesztésének meghibásodása miatt. Az FIA vizsgálatot indított, hogy típushibáról van-e szó, ám végül megadta a rajtengedélyt mindkét Red Bull-versenyzőnek. A futamon alig maradt le a pontszerzésről, a 9. helyen végzett. Bahreinben ismét ütközött, ezúttal Jenson Buttonnal. Sérült autójával csak a 18. helyen ért célba. A spanyol nagydíjon, ahol az előző évben jó eredményt ért el, csak a 9. sorba kvalifikálta magát, 10 rajthellyel hátrébb, mint csapattársa, Webber. A versenyen újabb ütközés hátráltatta, ezúttal Timo Glock lökte meg hátulról. Rövid ideig úgy tűnt, nem sérült az autója, de a következő körben bal hátsó defektet kapott és elvesztette minden esélyét a pontszerzésre. Végül a 12. helyen ért célba, körhátrányban.

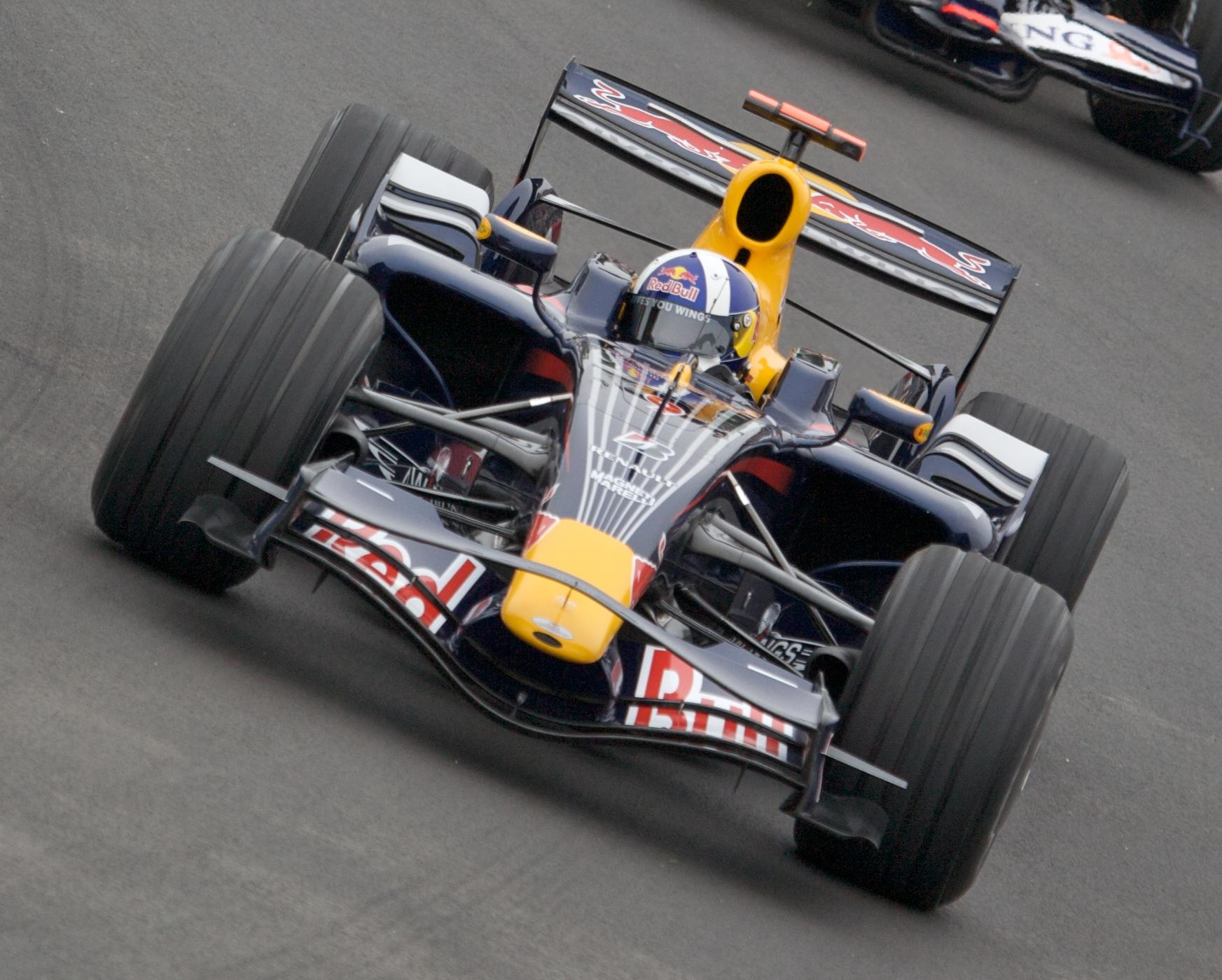
A 2008-as kanadai nagydíjon harmadik lett

A török nagydíjtól kezdve biztatóbb eredményeket ért el, az időmérő edzésén sikerült a legjobb tízbe kerülnie. A versenyen 9. lett, ismét lemaradva a pontszerzésről. Monacóban ismét sikerült a legjobb tízbe kerülnie az időmérő edzésen, de a 2. időmérő-szakasz letelte előtt nem sokkal az alagútból kijövet falnak csapódott, így a 3. részben mért kör nélkül, a 10. helyre kvalifikálta magát. Ráadásul a csapatnak nem sikerült váltócsere nélkül újjáépítenie az összetört Red Bullt, ami a szabályok szerint 5 helyes rajtbüntetéssel jár. Az esőben tartott versenyen a 15. helyről indulhatott, és a rajt utáni körökben föl is jött pár helyet. Már a 11. helyen autózott, amikor a Massenet kanyarban hirtelen falnak ütközött, ráadásul a mögötte haladó Bourdais is neki ment, így feladni kényszerült a versenyt. A kanadai nagydíjon - precíz vezetéstechnikájának köszönhetően - az egyik leggyorsabb tudott lenni a mezőnyben a feltöredező aszfalton, és a harmadik helyen végzett a két BMW mögött. Franciaországban a 8. helyről rajtolt, de megint éppen hogy lemaradt a pontszerzésről: a 9. lett. Jelenleg 6 pontja van a világbajnokságban, amivel a 12. helyen áll.
Hazai versenye, a brit nagydíj előtt Coulthard bejelentette, hogy az év végén visszavonul az aktív versenyzéstől és a továbbiakban tanácsadóként működik közre a Red Bull csapat munkájában. A futamon már az első körben kiesett, mert összeütközött Vettellel. Németországban a 10. helyről indult, és a 13. helyen ért célba. Magyarországon a 13. rajtkockából lett 11. Valenciában csak a 17. helyről rajtolhatott. A rajtnál összeütközött Piquet-vel, majd Sutillal, akit előzni próbált. Így visszaesett az utolsó helyre, ahonnan a futam végéig nem mozdult előre. Az esős Belga-és Olasz Nagydíjon csak a célba érésnek örülhetett. Nem úgy a Szingapúrban, ahol – másodszor 2008 során – a pontszerző helyen intették le, 7. lett. Mint utóbb kiderült, ekkor szerzett utoljára pontot pályafutása során. A japán nagydíjon kiesett, utolsó célba érését Kínában könyvelhette el.
Pályafutása utolsó Formula–1-es versenyére, a brazil nagydíjra különleges festésű autóval, overállal és sisakkal készült. Az időmérő edzésen ismét nem sikerült bejutnia a harmadik szakaszba, a 14. helyen végzett. Az esős futamon már a második kanyarban kiesett, amikor Nico Rosberg hátulról meglökte és megpördült, majd az őt kikerülni igyekvő Nakadzsima Kadzuki nekiütközött.
Coulthard 2008-ban megbízhatóan versenyzett (17-ből 12 futamon célba ért), bár kevéssé eredményesen: Mindössze kétszer szerzett pontot, ebből egyszer dobogóra állhatott. Három alkalommal csak egy hellyel maradt le a pontszerzésről. A 2008-as világbajnokságot a 16. helyen zárta, 8 ponttal.

##### 2009
2009-ben a Red Bull Racing tanácsadójaként és a BBC szakkommentátoraként dolgozik.[forrás?] Miután kiderült, hogy a csapat új tesztpilótája, Brendon Hartley nem kapta meg a Formula–1-es szuperlicencet, a 2009-es világbajnokság első néhány futamán Coulthard látja el a teszt-és tartalékversenyzői feladatokat.

## Összes Formula–1-es eredménye
(Táblázat értelmezése)

(Félkövér: pole-pozícióból indult; dőlt: leggyorsabb kört futott) 

| Év   | Csapat   | 1      | 2       | 3      | 4      | 5      | 6      | 7      | 8      | 9      | 10     | 11     | 12     | 13     | 14     | 15     | 16     | 17     | 18     | 19    | Helyezés | Pont |
| ---- | -------- | ------ | ------- | ------ | ------ | ------ | ------ | ------ | ------ | ------ | ------ | ------ | ------ | ------ | ------ | ------ | ------ | ------ | ------ | ----- | -------- | ---- |
| 1994 | Williams | BRA    | PAC     | SMR    | MON    | ESP Ki | CAN 5  | FRA    | GBR 5  | GER Ki | HUN Ki | BEL 4  | ITA 6  | POR 2  | EUR    | JPN    | AUS    |        |        |       | 8.       | 14   |
| 1995 | Williams | BRA 2  | ARG Ki  | SMR 4  | ESP Ki | MON Ki | CAN Ki | FRA 3  | GBR 3  | GER 2  | HUN 2  | BEL Ki | ITA Ki | POR 1  | EUR 3  | PAC 2  | JPN Ki | AUS Ki |        |       | 3.       | 49   |
| 1996 | McLaren  | AUS Ki | BRA Ki  | ARG 7  | EUR 3  | SMR Ki | MON 2  | ESP Ki | CAN 4  | FRA 6  | GBR 5  | GER 5  | HUN Ki | BEL Ki | ITA Ki | POR 13 | JPN 8  |        |        |       | 7.       | 18   |
| 1997 | McLaren  | AUS 1  | BRA 10  | ARG Ki | SMR Ki | MON Ki | ESP 6  | CAN 7  | FRA 7  | GBR 4  | GER Ki | HUN Ki | BEL Ki | ITA 1  | AUT 2  | LUX Ki | JPN 10 | EUR 2  |        |       | 3.       | 36   |
| 1998 | McLaren  | AUS 2  | BRA 2   | ARG 6  | SMR 1  | ESP 2  | MON Ki | CAN Ki | FRA 6  | GBR Ki | AUT 2  | GER 2  | HUN 2  | BEL 7  | ITA Ki | LUX 3  | JPN 3  |        |        |       | 3.       | 56   |
| 1999 | McLaren  | AUS Ki | BRA Ki  | SMR 2  | MON Ki | ESP 2  | CAN 7  | FRA Ki | GBR 1  | AUT 2  | GER 5  | HUN 2  | BEL 1  | ITA 5  | EUR Ki | MAL Ki | JPN Ki |        |        |       | 4.       | 48   |
| 2000 | McLaren  | AUS Ki | BRA Kiz | SMR 3  | GBR 1  | ESP 2  | EUR 3  | MON 1  | CAN 7  | FRA 1  | AUT 2  | GER 3  | HUN 3  | BEL 4  | ITA Ki | USA 5  | JPN 3  | MAL 2  |        |       | 3.       | 73   |
| 2001 | McLaren  | AUS 2  | MAL 3   | BRA 1  | SMR 2  | ESP 5  | AUT 1  | MON 5  | CAN Ki | EUR 3  | FRA 4  | GBR Ki | GER Ki | HUN 3  | BEL 2  | ITA Ki | USA 3  | JPN 3  |        |       | 2.       | 65   |
| 2002 | McLaren  | AUS Ki | MAL Ki  | BRA 3  | SMR 6  | ESP 3  | AUT 6  | MON 1  | CAN 2  | EUR Ki | GBR 10 | FRA 3  | GER 5  | HUN 5  | BEL 4  | ITA 7  | USA 3  | JPN Ki |        |       | 5.       | 41   |
| 2003 | McLaren  | AUS 1  | MAL Ki  | BRA 4  | SMR 5  | ESP Ki | AUT 5  | MON 7  | CAN Ki | EUR 15 | FRA 5  | GBR 5  | GER 2  | HUN 5  | ITA Ki | USA Ki | JPN 3  |        |        |       | 7.       | 51   |
| 2004 | McLaren  | AUS 8  | MAL 6   | BHR Ki | SMR 12 | ESP 10 | MON Ki | EUR Ki | CAN 6  | USA 7  | FRA 6  | GBR 7  | GER 4  | HUN 9  | BEL 7  | ITA 6  | CHN 9  | JPN Ki | BRA 11 |       | 10.      | 24   |
| 2005 | Red Bull | AUS 4  | MAL 6   | BHR 8  | SMR 11 | ESP 8  | MON Ki | EUR 4  | CAN 7  | USA Ni | FRA 10 | GBR 13 | GER 7  | HUN Ki | TUR 7  | ITA 15 | BEL Ki | BRA Ki | JPN 6  | CHN 9 | 12.      | 24   |
| 2006 | Red Bull | BHR 10 | MAL Ki  | AUS 8  | SMR Ki | EUR Ki | ESP 14 | MON 3  | GBR 12 | CAN 8  | USA 7  | FRA 9  | GER 11 | HUN 5  | TUR 15 | ITA 12 | CHN 9  | JPN Ki | BRA Ki |       | 13.      | 14   |
| 2007 | Red Bull | AUS Ki | MAL Ki  | BHR Ki | ESP 5  | MON 14 | CAN Ki | USA Ki | FRA 13 | GBR 11 | EUR 5  | HUN 11 | TUR 10 | ITA Ki | BEL Ki | JPN 4  | CHN 8  | BRA 9  |        |       | 10.      | 14   |
| 2008 | Red Bull | AUS Ki | MAL 9   | BHR 18 | ESP 12 | TUR 9  | MON Ki | CAN 3  | FRA 9  | GBR Ki | GER 13 | HUN 11 | EUR 17 | BEL 11 | ITA 16 | SIN 7  | JPN Ki | CHN 10 | BRA Ki |       | 16.      | 8    |

## Magánélete
Coulthardot korábban igazi playboyként tartották számon, akinek barátnői mindig fotómodellek voltak. A skót jegyben járt Andrea Murray-vel, Heidi Wichlinskivel és Simone Abdelnour-ral is.[forrás?]
2000. május 2-án, a franciaországi Nizza környékén repült egyik barátjával, ám egyszer csak motorproblémát észleltek, és Lyon mellett, a kényszerleszállás közben a földbe csapódtak. Coulthard akkori barátnője, az amerikai modell Heidi Wichlinski, valamint a személyi edzője, egyben testőre, Andy Matthews túlélték a szerencsétlenséget, ám a másodpilóta életét vesztette.[forrás?]
David Coulthard nőtlen, 2006. június 2-án eljegyezte a belga Karen Miniert, aki korábban Formula–1-es újságíróként dolgozott. A pár Monacóban él, de Coulthardnak vannak házai Londonban és Svájcban is, s több luxushotel tulajdonosa Nagy-Britanniában és Monacóban.[forrás?]
2008. november 21-én megszületett a fia, Dayton Minier Coulthard.

## Becenév
David Coulthardot a médiában gyakran emlegetik „DC” (ejtsd: díszí) néven.[forrás?]